# Ľubomír Moravčík
Ľubomír Moravčík, född 22 juni 1965 i Nitra i Tjeckoslovakien, är en slovakisk före detta fotbollsspelare.